# コンスタンティノープルの戦い (1241年)
コンスタンティノープルの戦い（英語：Battle of Constantinople）とは、1241年5－6月にコンスタンティノープル沖合で発生した海戦である。ニカイア帝国とヴェネツィア共和国が衝突し、ヴェネツィア共和国の勝利で終わった。

## 背景
1241年初頭、ニカイア帝国の皇帝ヨハネス3世ドゥーカス・ヴァタツェスは、ラテン帝国が東トラキア地方に存在したニカイア側の砦（現在のチョルル）を包囲攻撃しているすきを突き、ニコメディア北部に建つラテン帝国側の砦に対する遠征を行った。そしてニカイア艦隊の集結に先立ち、ヨハネス3世はDakibyza並びにNiketiatouを占領した。しかしこれと同じ頃、ニカイア艦隊はコンスタンティノープルから出撃したヴェネツィア艦隊と帝都の沖合で遭遇し、コンスタンティノープルの海側の城壁の沖合で両艦隊は海戦を繰り広げ、結果、ニカイア艦隊は大敗を喫した。

## 戦闘
13世紀のギリシャ人歴史家ゲオルギオス・アクロポリテスによれば、ニカイア艦隊は30隻のガレー船から成り、ヴェネツィア艦隊は同様の船13隻から構成されていたという。そして戦闘を経てニカイア艦隊は13隻の船を失ったとしており、「敵艦隊は1隻あたり1隻の軍船を拿捕し、搭載されていた兵器と乗員を戦利品として獲得した。」としている。しかし、同時期のヴェネツィア人年代記編者マルティーノ・ダ・カナルは、「ニカイア艦隊はガレー船やその他の大小の船を含め160隻は下らない大艦隊であり、どの船もよく整備されていたが、ヴェネツィア艦隊はガレー船がたった10隻という小規模な艦隊であった。」と記している。ジョバンニ・ミケーレ提督並びにポデスタ（ラテン帝国内のヴェネチア共和国領における執政長官）指揮下のヴェネツィア艦隊はアルメニア人提督Iophre指揮下のニカイア艦隊と激突し、10隻のニカイア艦船を拿捕した。海戦が勃発した日取りについてはヴェネチア共和国のドージェ：アンドレア・ダンドロの証言によって1241年5月から6月の間であったことが確かめられている。

## 歴史的評価
アクロポリテスの著作、並びに14世紀に編纂された皇帝ヨハネス3世についての聖人伝では、この海戦での敗北は乗組員の経験不足が主な原因であったとされている。この日は乗組員の多くにとって初めての航海であったという 。アクロポリテスによると、ニカイア帝国の艦隊司令官：Manuel Kontophreは皇帝に対して、今のニカイア艦隊は経験が不足しており、今のままではいかなる海戦でもラテン艦隊に敗北を喫するのは間違いないと強く警告していたと伝わるが、皇帝は警告を聞き入れずマヌエルを司令官から解任させ、代わりにアルメニア人の提督Iophre(Geoffrey)を司令官に任じたとされている。アクロポリテスはこのアルメニア人提督について「戦においてかなり躊躇する人物」と評しているが、それ以外この人物について伝わっていない。敗戦によりマヌエルの言葉が正しかったことが証明されたのち、マヌエルは艦隊司令官に再任命された。
また、同年代のフランスの年代記編者アルベリック・ド・トロワ-フォンテによれば、これらの戦闘の後、ニカイア皇帝、ラテン人、並びにブルガリア帝国皇帝カリヤン1世の3者間で2年間の休戦条約が締結されたという。

## 文献
- Jacoby, David (2006). “The Venetian Government and Administration in Latin Constantinople, 1204–1261: A State within a State”. In Gherardo Ortalli; Giorgio Ravegnani; Peter Schreiner. Quarta Crociata. Venezia - Bisanzio - Impero latino. Atti delle giornate di studio. Venezia, 4-8 maggio 2004. Venice: Istituto veneto di scienze, lettere ed arti. pp. 19–79. ISBN 978-8-8881-4374-3
- Macrides, Ruth, ed (2007). George Akropolites: The History - Introduction, translation and commentary. Oxford University Press. ISBN 978-0-19-921067-1
- Morreale, Laura K., ed (2009). Martin da Canal, Les Estoires de Venise. Padova. ISBN 978-88-8098-267-8